# Væb
Væb (pronunciado vai:p) es un dúo musical islandés formado en 2022. Está compuesto por los hermanos, cantantes y raperos Matthías Davíð y Hálfdán Helgi Matthíasson.

## Historia del grupo
El dúo hizo su debut en la industria discográfica con el álbum de estudio Væb tékk, lanzado en septiembre de 2022, y precedido por los extractos Aron Can (Borđar kál) (un homenaje al artista homónimo) y Þetta kallar á drykk.
Con el remix de Ofbođslega frægur (2023), una colaboración con Ingi Bauer, lograron su primer éxito comercial, debutando dentro del top 20 de Tónlistinn. Tölur tala también entró en las listas de éxitos nacionales, terminando en el número 21.
En febrero de 2024, participaron en el Söngvakeppnin, el método de selección nacional de Islandia para el Festival de la Canción de Eurovisión, con el inédito Bíómynd. Tras pasar las semifinales, llegaron a la final, donde terminaron en 4.º lugar. Sin embargo, Bíómynd fue la canción más popular entre las participantes, siendo la primera y única canción en entrar en el top 10 islandés. Unos meses más tarde, se lanzó su primer EP Væbauer, grabado con Ingi Bauer.
Al año siguiente, fueron seleccionados nuevamente por RÚV como concursantes del Söngvakeppnin; En el certamen, donde compitieron con la canción Róa, lograron pasar las semifinales y llegar a la final. Róa fue entonces declarada la canción ganadora del evento, tras ser la favorita del jurado y del público; De esta forma, Væb se ganó el derecho a representar a la nación islandesa en el Festival de la Canción de Eurovisión 2025. Además, Róa consiguió su mejor posición en el Tónlistinn, subiendo al cuarto lugar. Ya en el Festival de la Canción de Eurovisión 2025, logró la penúltima posición, con un total de 33 puntos: 0 del jurado y 33 del televoto.

## Miembros
- Matthías Davíð Matthíasson (7 de diciembre de 2004) – voz
- Hálfdán Helgi Matthíasson (4 de junio de 2003) – voz

## Discografía

### Álbumes de estudio
- 2022 – Væb tékk

### EP
- 2024 – Væbauer (con Ingi Bauer)

### Sencillos
- 2022 – Aron Can (Borđar kál)
- 2022 – Þetta kallar á drykk
- 2022 – Ríðum ríðum (con Háski y Rokkkór Íslands)
- 2022 – Alveg dagsatt (con Villi Neto y Barnakór Lindakirkju)
- 2023 – Ofbođslega frægur (con Ingi Bauer)
- 2023 – Tölur tala (feat. Herra Hnetusmjör)
- 2023 – Sömmer baby (con Disco Curly)
- 2023 – Ég er á leiðinni remix
- 2024 – Bíómynd
- 2024 – Til hamingju
- 2025 – Róa ( participó en eurovision )